# یواس‌اس هکلبک (اس‌اس-۲۹۵)
یواس‌اس هکلبک (اس‌اس-۲۹۵) (به انگلیسی: USS Hackleback (SS-295)) یک زیردریایی بود که طول آن ۳۱۱ فوت ۸ اینچ (۹۵٫۰۰ متر) بود. این زیردریایی در سال ۱۹۴۳ ساخته شد.